# Шивати
Шивати (итал. Sivati) су насељено место у Републици Хрватској у Истарској жупанији. Административно су у саставу општине Жмињ.

## Географија
Шивати се налазе 4,96 км јужно од средишта општине Жмињ.

## Историја
До територијалне реорганизације у Хрватској Шивати су били у саставу старе општине Ровињ.

## Становништво
Према задњем попису становништва у Хрватској 2011. године у насељу Шивати живела су 83 становника.
| Број становника по пописима | Број становника по пописима | Број становника по пописима | Број становника по пописима | Број становника по пописима | Број становника по пописима | Број становника по пописима | Број становника по пописима | Број становника по пописима | Број становника по пописима | Број становника по пописима | Број становника по пописима | Број становника по пописима | Број становника по пописима | Број становника по пописима | Број становника по пописима |
| --------------------------- | --------------------------- | --------------------------- | --------------------------- | --------------------------- | --------------------------- | --------------------------- | --------------------------- | --------------------------- | --------------------------- | --------------------------- | --------------------------- | --------------------------- | --------------------------- | --------------------------- | --------------------------- |
| 1857                        | 1869                        | 1880                        | 1890                        | 1900                        | 1910                        | 1921                        | 1931                        | 1948                        | 1953                        | 1961                        | 1971                        | 1981                        | 1991                        | 2001                        | 2011                        |
| 0                           | 0                           | 124                         | 115                         | 120                         | 152                         | 0                           | 0                           | 188                         | 187                         | 166                         | 131                         | 122                         | 97                          | 87                          | 83                          |

Напомена: У 1857., 1869., 1921. у 1931. подаци су садржани у насељу Жмињ.